# Kuzma (Slovenia)
Kuzma (in ungherese Kozma) è un comune di 1 642 abitanti della Slovenia nord-orientale, situato al confine con l'Austria e l'Ungheria.

## Geografia antropica

### Suddivisioni amministrative
Il comune di Kuzma è formato da 4 insediamenti (naselija):
- Dolič
- Gornji Slaveči
- Matjaševci
- Trdkova